# Димитър Богоев
Димитър С. Богоев е български общественик и революционер от началото на XX век.

## Биография
Роден е в София в 1873 година. Завършва гимназия в София и дълги години работи като чиновник в Министерството на правосъдието. Започва работа в Осигурителното дружество „Балкан“, което го изпраща в Македония, която е още в Османската империя. В Македония Богоев се отдава на революционна дейност, влиза във ВМОРО и изпълнява задачи на организацията, възползвайки се от възможността като застраховател да обикаля свободно различни населени места. След войните продължава да работи за дружество „Балкан“. Умира в София на 16 април 1929 година.